# Traité de Mantes
Westminster (1353) Valognes (1355)
Le traité de Mantes fut signé le 22 février 1354 à Mantes par Jean II de France et Charles II de Navarre.
Par ce traité, Charles II le Mauvais, roi de Navarre accepta de céder Asnières-sur-Oise, Pontoise et Beaumont. En contrepartie il reçut le comté de Beaumont-le-Roger, les châteaux de Breteuil, Conches et de Pont-Audemer, le clos du Cotentin avec la ville de Cherbourg, les vicomtés de Carentan, Coutances et Valognes en Normandie. Ce traité lui donnait également la permission de tenir chaque année un échiquier, prérogative ducale et surtout les affaires ne pourront plus être jugées en appel à Paris. Ce traité lui donna l'assurance de percevoir rapidement la dot de son épouse Jeanne de France, dot qui s'élevait à 60 000 deniers or.
Lorsque l'on étudie ce traité, on se rend compte que le roi de Navarre fut largement gagnant, malgré la perte des châtellenies du Vexin et de l'Île-de-France.
Il est confirmé et précisé par le traité de Valognes signé l'année suivante.

## Sources
- Georges Bordonove, Les Rois qui ont fait la France - Les Valois - Charles V le Sage, t. 1, Pygmalion, 1988.
- Bruno Ramirez de Palacios, Charles dit le Mauvais : Roi de Navarre, comte d'Evreux, prétendant au trône de France, Le Chesnay, Bruno Ramirez de Palacios, janvier 2015, 530 p. (ISBN 978-2-9540585-2-8)